# Колишні храми Ковеля
Назавжди втрачені храми Ковеля
| Фото | Назва, короткі відомості |
|      | Благовіщенська церква Перша згадка про церкву Благовіщення пресвятої Богородиці сягає першої половини XVI століття. У грамоті королеви Бони від 17 серпня 1549 року йдеться про привілей священику Михаїлу на утримання даної міської церкви. Згідно з описом церквного майна за 1806 рік, за церквою значилося: 94 десятини 1283 сажнів землі, в тому числі 443 сажнів городу, 28 десятин 1310 сажнів орної землі, 200 сажнів під церквою, 7 десятин 1280 сажнів сінокосу. Дерев'яна будівля з невеликими змінами, що сталися під час ремонтів, благополучно дожила до 1829 року, коли до неї була приписана Хрестовоздвиженська церква. У 1848 році після пожежі і знищення сусідньої Воскресенської церкви, Благовіщенська перебирає на себе роль соборної, перебуваючи в такому стані аж до 1877 року. З 1901 по 1903 рік церква ремонтується і реставрується. 300 прихожан відвідують оновлену святиню. Перша світова війна безжалісно поруйнувала храм і богослужіння знову припиняється. У 1928 році до Ковеля переїжджає майбутній архієпископ Ігор — священик Іван Губа, який активно включається у відновлення церкви. Церква пережила Другу світову війну. 28 січня 1961 року виконком Ковельської міськради на чолі з Марією Руденко, «йдучи назустріч побажанням громадськості», ухвалив рішення за № 72 про організацію краєзнавчого музею на громадських засадах у приміщеннях церкви. За наказом першого секретаря компартії будинок, що належав спортивному товариству «Спартак», відбирають для потреб музею, а спортсмени опиняються у приміщенні церкви. Унікальна пам'ятка архітектури залишилась тільки на фотографіях. На руїнах церкви виросла нова квадратна будівля із спортзалами. На початку 90-х років церковній громаді Київського патріархату з великими труднощами вдалося повернути цю будівлю під церкву, яку активно розбудовував священик Петро Левочко, нині покійний. Новозбудований храм (нині — собор Благовіщення Пресвятої Богородиці) знаходиться на вулиці Соборній, 6. |
|      | Введенська церква Була дерев'яною, як і дзвіниця, дуже древньою. В кліровій відомості про неї говорилося, що «побудована — невідомо, коли і ким». Вперше про неї згадується в кінці XVII століття. 12 жовтня 1697 року відбувся вирок Ковельського магістрату, який замінив законне покарання злочинниці, мещанки Габріеловій, вдові цехмейстера, штрафом на користь ковельських церков, внаслідок заступництва за неї просвітера соборної церкви, отця Луки Куржиневича, причому магістрат зобов'язав її віддати 15 злотих на користь соборної церкви і по 5 злотих на користь церков ковельських — Благовіщенської, Честнохрестської і Введенської в руки ктиторів цих церков. В акті від 3 лютого 1698 року згадується ктитор «церкви Введення» міщанин Павло Долинський, який за вироком, що відбувся на сходці всіх урядників і громадян міста Ковеля, оголошений був честі, а нащадки його — недостойними займати міські уряди за те, що Долинський, порушивши присягу, втік з міста під час виконання ним обов'язків лавника. Згідно з описом церквного майна наприкінці XIX століття за церквою значилося 93 десятини 68 сажнів землі, в тому числі 38 десятин 396 сажнів орної землі, 4 десятин 2444 сажнів сінокосу. Землею цією користувався притч соборної церкви, до якої була приписана Введенська церква. Храм було знищено в 1944 році під час наступу на місто Червоної армії. На цьому самому місці (вулиця Модеста Левицького, 15) в 1998 році розпочалась відбудова Введенської церкви, яка відчинила двері для віруючих в 2003 році. |
|      | Миколаївська церква Церква в ім'я святителя і чудотворця Миколая з давніх-давен приходом існувала в Ковелі. Наприкінці XIX століття вона діяла при Ковельському кам'яному тюремному замку, як домова для арештантів, освячена 3 лютого 1866 р. Притча в ній особливого не було передбачено. Богослужіння на той час в ній здійснював священик соборний, за що отримував із тюремного комітету по 96 рублів на рік. Вся звітність по цій церкві щомісячно здавалося священиком в тюремний комітет. Церкву збудувано 19-м Кінбурнським драгунським полком, який передислокувався до Ковеля восени 1894 р. і увійшов до складу новоствореної 7-ї кавалерійської дивізії. Полковий храм був влаштований в будівлі зведеного лазарету і знаходився в більш як трьох верстах від ескадронів. На прохання командира полку полковника Миколи Степанова місцева влада під церкву відвела ділянку землі. Хоча міське спрощене громадське управління в Ковелі очолював староста, вся повнота влади належала повітовому предводителю дворянства, обов'язки якого на той час виконував статський радник Петро Косач — батько Лесі Українки. Знайшовся досить солідний жертводавець, який дав на спорудження церкви 6500 рублів. Потім ця сума збільшилась й іншими пожертвами. Навіть імператор Микола II дозволив відпустити від монарших щедрот на остаточне влаштування церкви 2000 рублів. Закладка полкового храму відбулася 11 серпня 1896 року, а до Великого посту 1897 року кінбурнці вже могли відвідувати свій храм, який знаходився між теперішніми вулицями Олени Пчілки та Івасюка — на території Ковельської центральної районної лікарні, поблизу виритого котловану під нову поліклініку. Церква також відома тим, що восени 1910 р. тут вінчався майбутній герой Першої світової війни генерал Олексій Брусилов, який тоді був командиром 14-го армійського корпусу (дислокувався в Любліні). Вранці 10 (23) листопада Брусилов зустрів свою наречену Надію Желиховську, яка їхала з Одеси, на вокзалі в Ковелі. Наречений був у блискучому парадному мундирі, наречена — в сірій дорожній сукні і білому капелюсі. На вінчанні були присутні тільки декілька свідків. Церква знищена в 1944 році під час наступу на місто Червоної армії.               |
|      | Хрестовоздвиженська церква Церква в ім'я Воздвиження чесного і животворящого хреста Господнього, як зазначається в кліровій відомості за 1873 рік, була «побудована в 1505 році стараннями місцевого братства», і на тому місці, де, за словами прихідського літописця священика Ір. Коровицького, рубали ліс. Даних про існування цієї церкви в XVI столітті досліднику православ'я на Волині Миколі Теодоровичу не вдалося знайти. Вперше ця церква згадується у вищезгаданому акті від 12 жовтня 1697 р., де вдова цехмейстера Габріелова оштрафована Ковельським магістратом в 5 злотих на користь між іншим, «Чеснохрестської церкви». Потім в акті від 13 березня 1698 р. церква ця постає такою, що потребує реставрації: «ktytorowie cerkwie sobornej… zwazyli potrebe do restaurowania cerkwie Czesnochrestskiej». Очевидно, церква ця була до того часу вже дуже вітха. Через 40 років потому, вона знову потребує ремонту. В 1783 р. реконструйована, в 1869 р. — оновлена, піднята і поставлена на кам'яний фундамент стараннями настоятеля священика Авксентія Страшкевича і прихожан. Церква дерев'яна, з такою ж дзвіницею, побудованою в 1877 р. окремо від церкви. У верхній частині дзвіниці був влаштований годинник за кошти священика А. Страшкевича за сприяння міста. Згідно з описом церквного майна наприкінці XIX століття за церквою значилося 169 десятин 2103 сажнів землі на 10 ділянках, в тому числі 48 десятин 1860 сажнів орної землі, 46 десятин 2240 сажнів сінокосу, 60 десятин 654 сажнів лісу. Церква знищена в 1944 році під час наступу на місто Червоної армії. Знаходилася поблизу нинішнього житлового будинку № 44 на вулиці Володимирській. |
|      | Троїцька церква (Вербська) У праці історика Миколи Іванишева згадується генеральна візита Вербської церкви від 20 лютого 1760 року, де є опис цього храму і монастирських будівель: «Церква дерев'яна, в ім'я Трійці, з однією банею, покрита гонтами, на ній три залізні хрести, дерев'яні двері на залізних петлях. До церкви прибудована дзвіниця, на якій 4 дзвони». Микола Теодорович пише, що коли саме і ким було засновано цей монастир, і коли перетворився в прихідську церкву, невідомо. Напевно, що заснований князями Сангушками, православними власниками села. Церква ця була оновлена в 1818 року в такому вигляді була на початку XX століття. Дерев'яна, на кам'яному фундаменті, покрита бляхою. Дерев'яна дзвіниця прибудована до неї в 1886 р. Монастирських будівель на той час вже не існувало. Ще за життя князя Андрія Курбського ігумен Вербський Ісаїя в 1582 році втік з монастиря, забравши срібне Євангеліє, срібні чаші та інші церковні речі. Тут, у Вербській церкві заповідав похоронити себе князь Курбський біля могили свого духовного наставника, священоінока Олександра. Церкву було знищено в 1944 році. Було відомо, що на дзвіниці храму знаходився червоноармієць, який коректував обстріл радянською артилерією «Горки», де в казармах і бліндажах розміщувався противник. Один снаряд влучив в бліндаж і знищив десь 40 німців. Тоді два танки «Тигри» запалювальними снарядами протягом майже години прямою наводкою били по церкві. Але святиню німцям запалити не вдалось. Тоді вони вирішили вночі направити туди двох власовців для підпалу церкви. Десь опівночі храм почав горіти, а вранці люди побачили на його місці одне згарище. За переказами, коли церква горіла, то місцеві жителі врятували церковні речі і древню ікону святого Миколи Чудотворця. Є припущення, хоч і нічим не підтверджені, що цю ікону подарував монастирю у XVI столітті князь Андрій Курбський. Після війни кам'яні мури церкви були розібрані місцевими жителями. Немає і довгої дерев'яної кладки. Зараз на цьому острівку побудовано сторожку Української православної церкви. |
|      | Церква колишнього Ковельського піхотного полку та монастир редемптористів Коли збудована православна церква святого Юрія (святого Георгія) Ковельського піхотного полку невідомо, але припускається, що на початку XX століття, тоді, як було сформовано в Ковелі сам полк, який отримав свою назву від міста. У 1922-30 рр. була власністю військових, які називали її «гарнізонною церквою». Військо не користувалося церквою через те, що було дуже мало православних солдатів, а також тому, що відстань від неї до казарм сягала 6 кілометрів. Власне на цей храм і звернули увагу монахи-редемптористи, тобто священики, які належать до чину найсвятішого відкупителя. Парафія їх утвердилася в Ковелі у 1927 році. Першим священиком у той час був отець, нині — блаженний Миколай Чарнецький. В 1931 році отці отримали можливість відправляти богослужіння у запустілому приміщенні колишньої полкової церкви, що знаходилась на теперішній вулиці Винниченка. Поруч із церквою з назвою святого Войцеха розпочалося будівництво монастиря. В той час отця Миколая Чарнецького вже висвятили на єпископа Волині і Полісся. Згодом церква стала кафедральним собором для нового єпископа. А в 1932 році було повністю завершено будівництво монастиря, в якому разом із єпископом перебувало й шестеро співбратів. Парафія тоді налічувала близько 300 чоловік. Церква і монастир діяли до 1944 року. Частково під час війни приміщення монастиря було зруйновано. Потім Українська греко-католицька церква пішла у підпілля. Священик Миколай Чарнецький в квітні 1945 року, як і всі інші греко-католицькі єпископи, був заарештований комуністичною владою і пройшов сталінські табори. На території церкви за радянських часів та ще у 90-ті роки нашого століття була взуттєва фабрика. А залишки храму зберігалися до 1975 року. |
|      | Костел-пам'ятник Поляки ухвалили рішення про будівництво цього костелу на місці захоронення французьких вояків, що загинули у 1812 році. Посол польського сейму від Волині Самійло Підгірський пише листа до французького уряду про ганебну акцію. Делегація Франції запізнилась і кладовище було вже зруйноване. Компромісом цієї політичної ситуації було те, що поляки зобов'язалися побудувати помітний знак, що й було зроблено. Знак стояв приблизно у східному кутку сьогоднішнього стадіону «Верес» (колишній «Сільмаш») на вулиці Грушевського. Будівництво костелу тривало з 1922 р. по 1938 р. На його зведення йшли кошти не тільки з Волині, а й усієї Польщі та навіть з далекої Америки (пожертвування якої перевищили 20 тисяч доларів), куди їздив голова комітету по будівництву храму, ковельський ксьондз, інфулат Фелікс Шнарбаховський. Після його смерті в 1931 році справу будівництва продовжив ксьондз інфулат Мар'ян Токажевський (загинув у 1941 р. від рук НКВС). Під кінець 1934 р. внутрішні роботи були доведені до такого стану, що у ньому можна було відправляти службу Божу. Це був найбільший костел на Волині. Його вежі було видно далеко за межами міста. Костел був поставлений на фундаменті, на який пішло 480 вагонів каменю. Він був збудований з червоної цегли та залізобетонних конструкцій. Храм міг одночасно помістити 7 тисяч віруючих (за іншими даними — 8 тисяч.) Його довжина сягала 61,10 метрів, ширина з каплицею та найвищою вежею — 43 метри, ширина головного нефу — близько 23 метрів. Вежі, віжечки, башти нагадували «кресові» бастіони, які боронили рубежі Речі Посполитої. Центральна вежа довершувалась гарною дзвіницею. Старожили Ковеля розповідали, як о 12 годині щоденно на ній трубач вигравав «хейнол». Вартість костелу в 1939 році була оцінена на 2 мільйона злотих. 6 липня 1944 року внаслідок потужного вибуху храм ліг у руїнах (перед цим його кілька місяців обстрілювали з важкої радянської артилерії). У 1945 році руїни костелу були розібрані, а весь будівельний матеріал використаний для зведення нової тюрми НКВС на теперішній вулиці Шевченка. Бетонна загорожа костелу достояла до 1970-х років, поки на цьому місці не почали будувати футбольний стадіон. |
|      | Костел святої Анни Римо-католицький костел існував у Ковелі з 1551 року і був побудований завдяки королеви Бони. В 1649 році частина ковельських міщан разом із повсталими козаками замордували ксьондза Якуба Косинського, пограбували та зруйнували дощенту костел. У 1710 році храм відбудував воєвода Волинський Станіслав Лещинський. З опису стану парафіяльного костелу від 20 вересня 1799 року дізнаємося, що даний костел знаходився у другій половині XVIII століття у «маєтності княгині Юзефи Яблоновської, а по довгому її житті успадкований графами Ржевуськими під титулом св. Анни». Був він освячений Стефаном Рупневським — біскупом Луцьким і Брестським року 1725 у третю неділю по Зелених святах. Ним же був і «єригований на парафіяльний». 31 березня 1854 р. в костелі св. Анни виникла пожежа і зруйнувала його. Настоятель храму Михайло Баратинський разом з прихожанами будують нову дерев'яну святиню. Ця пам'ятка архітектури не вирізнялася оригінальністю форми. Була доволі проста, з невеликою вежею на даху, з гладко вертикально від шальованими стінами та малою «сигнатуркою» в оточенні лип. З роками костел став замалий для потреб великої кількості католиків у місті. Для літургій використовували приміщення вагонного депо, де ставили вівтар. У 1914 році парафія, нарешті, отримала дозвіл на будівництво нового костелу на грузькому, багнистому терені за містом. Тодішній комітет будівництва костелу зібрав відповідну кількість матеріалів і заклав фундамент. Але розпочалась Перша світова війна. У 1915 році до Ковеля прийшли австрійці. За рік вони забрали весь будівельний матеріал, а протестуючого проти того грабежу 80-річного ксьондза Яна Шухайського побили прикладами. З приєднанням Волині до Польщі і з призначенням у 1921 р. ковельським ксьондзом інфулата Фелікса Шнарбаховського в Ковелі почалося спорудження костела-пам'ятника. А костел св. Анни вистояв до 1945 року і був розібраний за наказом місцевої комуністичної влади. |